# Es herrscht Ruhe im Land
Es herrscht Ruhe im Land è un film del 1976 diretto da Peter Lilienthal.

## Riconoscimenti
- Lola al miglior film 1976